# Cercle de Belles Arts de Palma
El Cercle de Belles Arts de Palma, fundat l'any 1940, és una entitat cultural de les Illes Balears ubicada a Palma i que comprèn les distintes branques de la creació artística: pintura, escultura, literatura, música, etc.
Per la seva trajectòria i per la seva irradiació a nivell regional, nacional i internacional és una de les més importants de l'arxipèlag. La seva seu es troba al palau conegut com a Casal Balaguer de la capital balear. Organitza exposicions, conferències, recitals, concerts, col·loquis, concursos, etc. i cada dos anys convoca el Premi Internacional de Poesia Amorosa i concedeix la Medalla d'Or de l'entitat a personalitats de reconegut prestigi de l'àmbit insular.

## Història
Sorgí per omplir el buit deixat pel Grup Literari i Artístic Azul (1935-36). La idea sortí de Pere Quetglas i Ferrer Xam i Juli Sanmartín Perea, amb la finalitat de disposar d'una sala d'exposicions oberta als joves artistes. Després de passar pel carrer de Paraires i el Cercle Mallorquí, la donació del músic Josep Balaguer Vallès va permetre disposar dels locals del carrer de la Unió (1966).